# Peñamellera Baja

Fahne der Gemeinde

Peñamellera Baja (Peñamellera Baxa) ist eine Gemeinde in der autonomen Region Asturien, im Norden Spaniens mit dem Verwaltungssitz in Panes. Im Norden begrenzt von Llanes und Ribadedeva, im Westen von Peñamellera Alta und im Osten von Kantabrien.

## Geschichte
Funde aus der Steinzeit (speziell in den nahegelegenen Cuevas de La Loja) bezeugen die frühe Siedlungstätigkeit. Erstmals wurde der Ort 1032 urkundlich erwähnt, als Vermudo III., König von León, die Orte Piniolo und Aldonza mit Fernando II, König von Asturien, tauschte. 1340 erhielt die Stadt unter König Alfons XI. eine Neuaufteilung des Gebietes und das Stadtrecht. In den Jahren 1514–1522 erhielt die Stadt eine eigene Gerichtsbarkeit. 1584 fiel die Gemeinde während einer Neuordnung der Gemeinden an das benachbarte Kantabrien. Nachdem das nicht im Einverständnis mit der Bevölkerung lag, erteilte der damalige König Carlos II. den Bauern eine Steuerbefreiung auf das Vieh, um den Frieden zu wahren. Erst 1833 in einer weiteren Neuordnung fiel die Stadt wieder an Asturien zurück.

## Wirtschaft
Größter Wirtschaftssektor ist die Landwirtschaft (mit 46,52 % im Jahre 2005). Es werden insbesondere Rinder, Schafe und Ziegen zur Milchproduktion gezüchtet, um lokale Käsereien zu beliefern, die z. T. überregional bekannten Käse produzieren. Zweitgrößter Wirtschaftssektor ist das Baugewerbe, das etwa 16 % des Wirtschaftsvolumens ausmacht. Im Dienstleistungsbereich gewinnt der Tourismus zunehmend an Bedeutung.
| Ackerbau, Viehzucht und Fischerei | 118 | 24,23 |
| Industrie | 34  | 6,98  |
| Bauwirtschaft | 73  | 14,99 |
| Dienstleistungsbetriebe | 262 | 53,80 |
| * Daten aus dem Statistischen Amt für Wirtschaftliche Entwicklung in Asturien, Stand 2009. (Seite nicht mehr abrufbar, festgestellt im November 2014. Suche in Webarchiven) SADEI |     |       |

## Bevölkerungsentwicklung
Im Jahre 1930 zählte die Gemeinde noch 4.910 Einwohner. Bedingt durch Abwanderung in die Großstädte und in das Ausland verlor die Gemeinde zunehmend an Einwohnern. Am 1. Januar 2022 lebten hier noch 1225 Menschen.

## Politik
| Partei       | 1979 | 1983 | 1987 | 1991 | 1995 | 1999 | 2003 | 2007 | 2011 | 2015 |
| CD / AP / PP | 1    |      | 3    | 5    | 4    | 5    | 6    | 6    | 6    | 5    |
| FAC          |      |      |      |      |      |      |      |      | 1    | 1    |
| PSOE         | 5    |      | 4    | 4    | 5    | 4    | 3    | 3    | 2    | 3    |
| UCD / CDS    | 5    |      | 2    |      |      |      |      |      |      |      |
| Total        | 11   | 11   | 9    | 9    | 9    | 9    | 9    | 9    | 9    | 9    |

## Sehenswürdigkeiten
- Cueva de La Loja (Höhle)
- Kirche San Juan de Ciliergo aus dem 13. Jahrhundert in Potes
- Kirche San Juan de Alieva in Panes
- in den Parroquias finden sich sehr viele Baudenkmäler

## Feste und Feiern
- siehe die Webseite der Stadt, hier ist alles aktualisiert

## Parroquias
Die Gemeinde ist in 7 Parroquias unterteilt:
- Abándames
- Alevia
- Buelles
- Cuñaba
- Merodio
- Panes
- Siejo
- Tobes